# Luděk Jánský
Luděk Jánský (* 29. srpna 1964) je bývalý český fotbalista, záložník. Po skončení aktivní kariéry působí v Teplicích jako trenér u mládeže a vedoucí mužstva.

## Fotbalová kariéra
V československé lize hrál v sezóně 1983-1984 TJ Sklo Union Teplice. Nastoupil ve 2 utkáních.

## Ligová bilance
| Ročník  | Zápasy | Góly | Klub                  |
| ------- | ------ | ---- | --------------------- |
| 1983/84 | 2      | 0    | TJ Sklo Union Teplice |
| CELKEM  | 2      | 0    |                       |